# Кмитів
Кми́тів — село в Україні, у Житомирському районі Житомирської області. Входить до складу Глибочицької сільської громади. Населення становить 675 осіб.

## Населення

### Мова
Розподіл населення за рідною мовою за даними перепису 2001 року:
| Мова            | Кількість | Відсоток |
| --------------- | --------- | -------- |
| українська      | 609       | 90.22%   |
| російська       | 65        | 9.63%    |
| інші/не вказали | 1         | 0.15%    |
| Усього          | 675       | 100%     |

## Походження назви
Ймовірно село отримало свою назву від давнього шляхетського українського роду Кмітів гербу Хоругва, який панував на землях Київщини і Брацлавщини. По одній із генеалогічних версій Кміти походять від Вороновичів, які вживали такий самий герб. У 1499 році Кміта Олександрович отримав від Олександра Ягеллончика Коростишів у житомирському повіті з прилеглими землями.

## Визначні місця
У Кмитові розташований сільський художній музей, один з небагатьох в Україні (ще є Пархомівський історико-художній музей в Харківській області та інші). Офіційна назва — Кмитівський музей образотворчого мистецтва імені Йосипа Дмитровича Буханчука, відкритий 1985 року у спеціально збудованому приміщенні. Носить ім'я свого засновника. Експозиція налічує близько 3000 експонатів — переважно твори мистецтва 1950-80-х років.

## Відомі особистості
В поселенні народився:
- Забродський Роман Анатолійович (* 1980) — український військовий, учасник російсько-української війни.

## Транспорт
Біля села проходить залізниця, зупинка Кмитів. 
З 2020 року  на дільниці відмінено приміський дизель поїзд. 

## Галерея

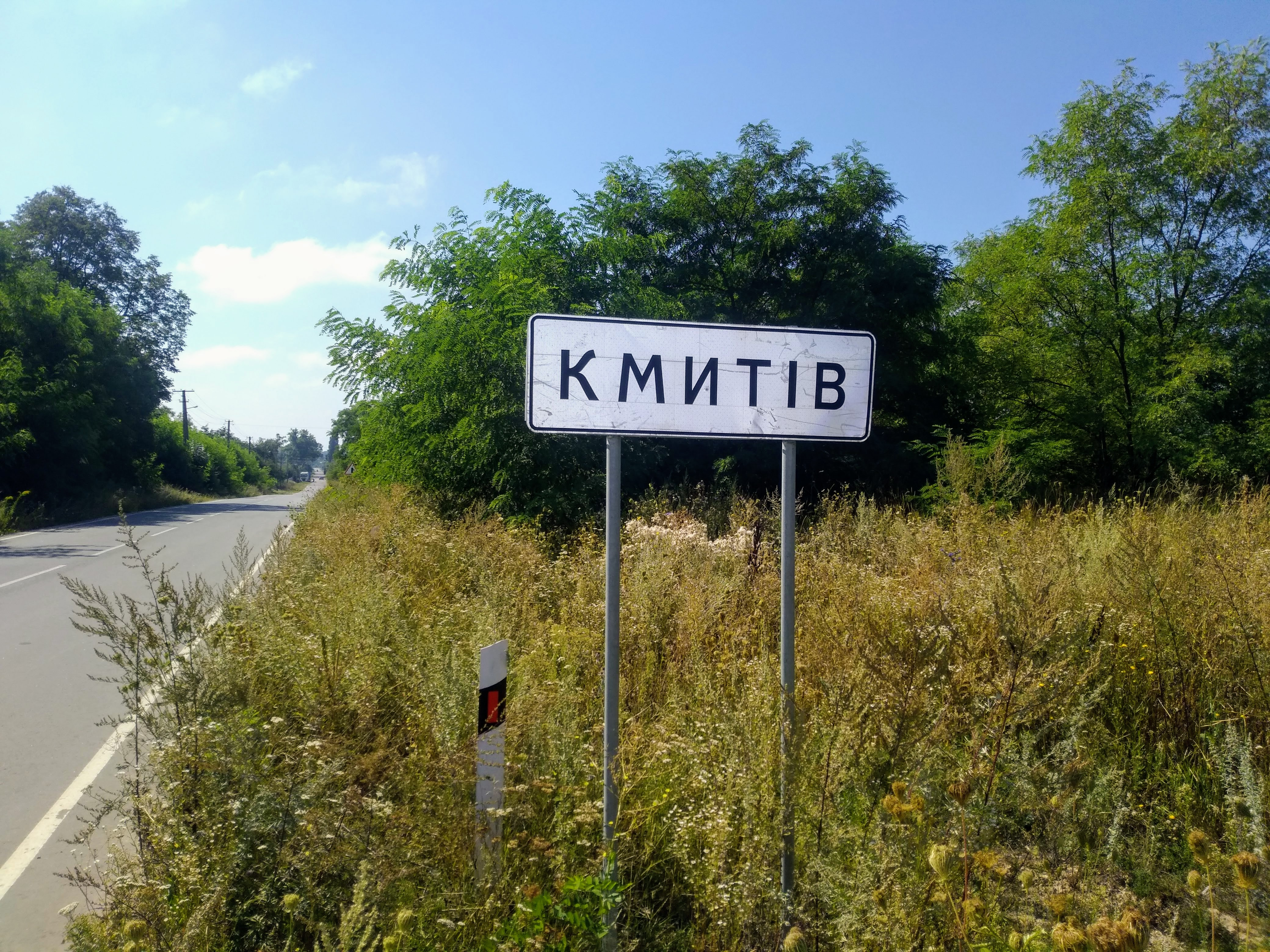
Знак на в'їзді до села з боку Студениці
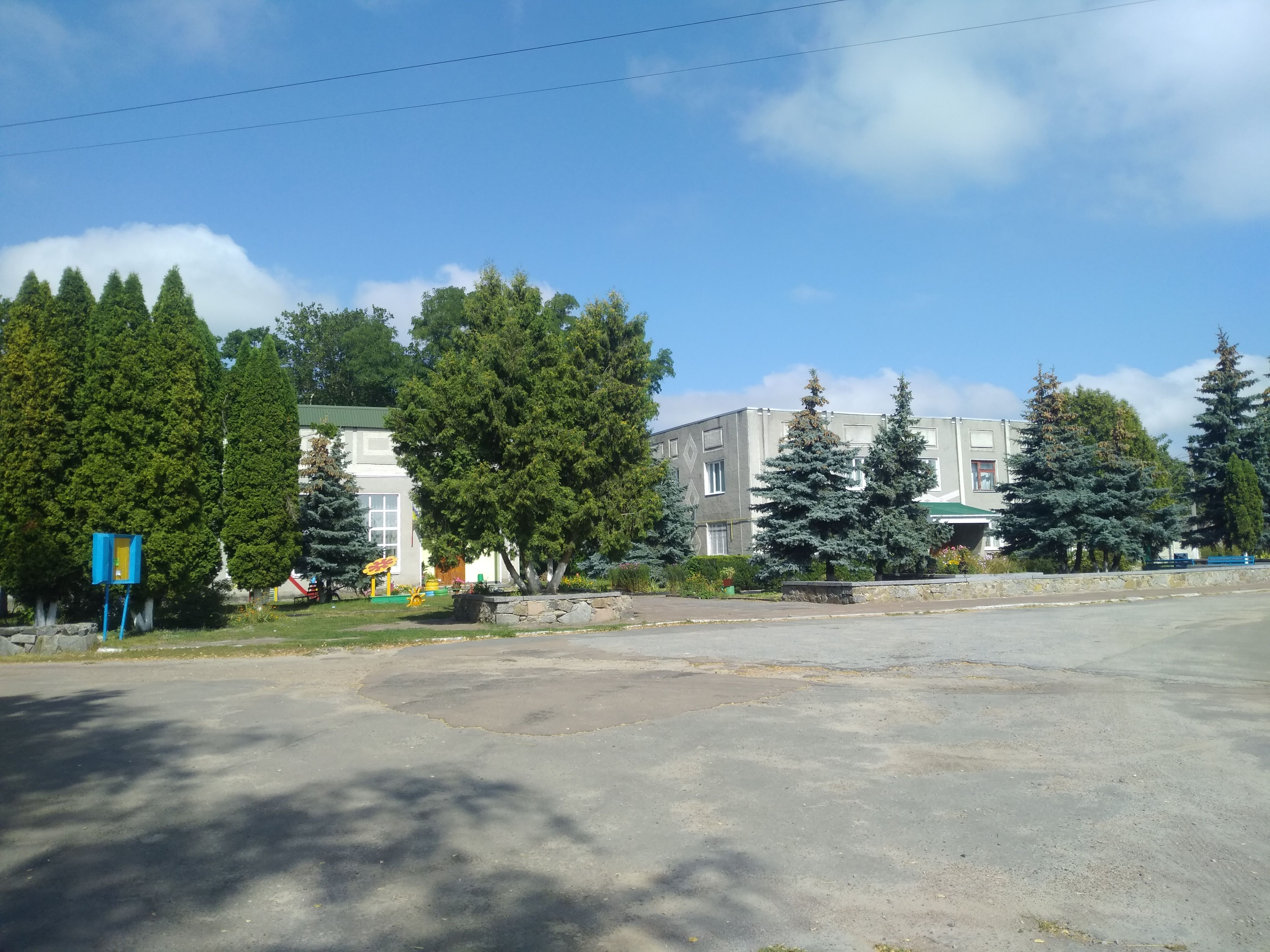
Центр села
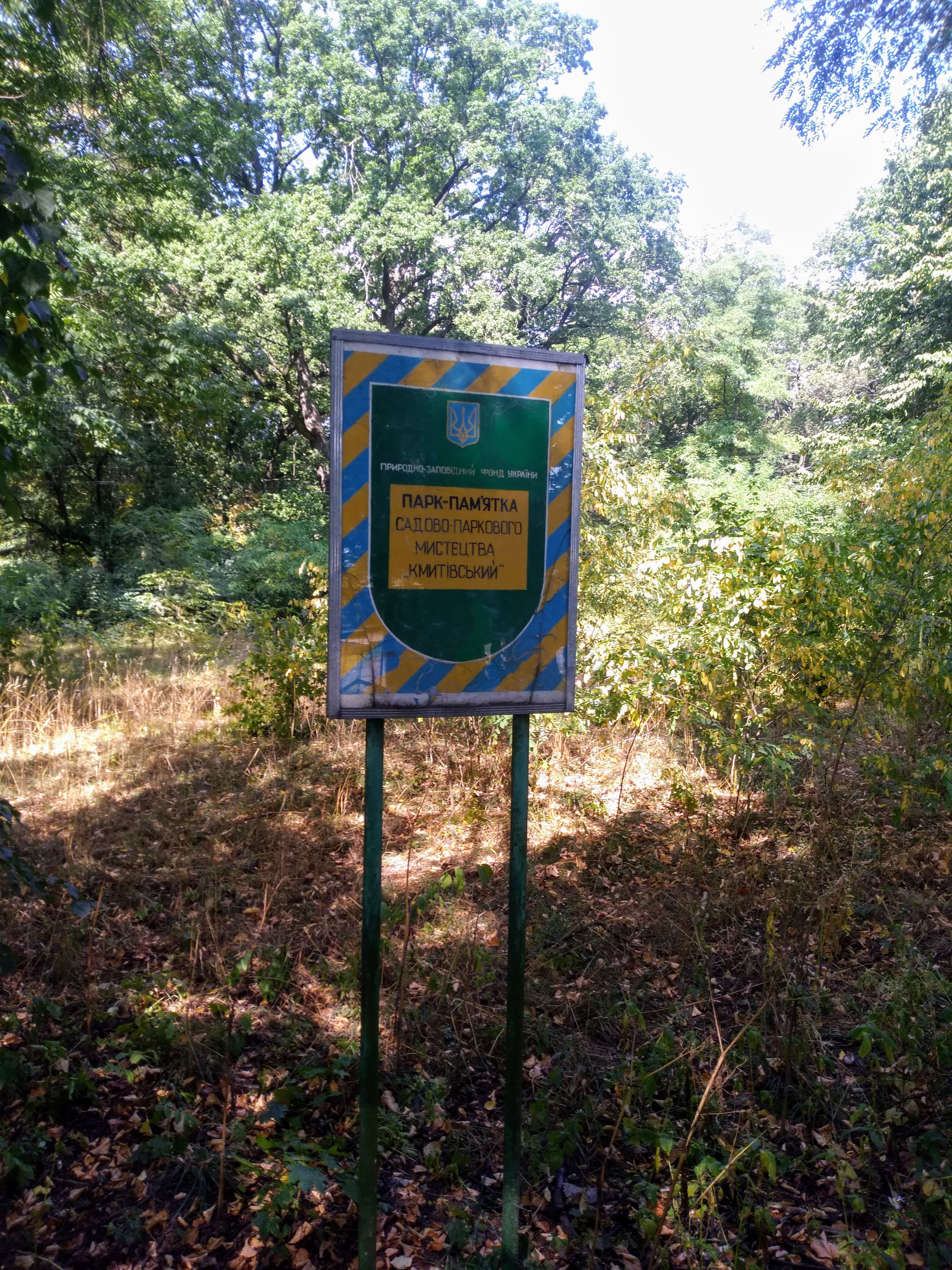
Парк